# HD 209258
HD 209258，又名BD+74 946，SAO 10208、HR 8395，是一颗恒星，视星等为6.35，位于銀經112.28，銀緯15.84，其B1900.0坐标为赤經21h 56m 53.8s，赤緯+74° 15.84′ 5″。